# 宁强南站
宁强南站，位于中华人民共和国陕西省汉中市宁强县高寨子镇，是西成客运专线上的高铁站，2017年12月6日通车启用，由西安铁路局管辖。

## 歷史
- 2017年12月6日通车启用。

## 外部連結
- 中国铁路客户服务中心（页面存档备份，存于）